# Supercopa do Equador de Futebol
A Supercopa do Equador de Futebol ou Supercopa Equatoriana de Futebol é uma competição oficial de futebol do Equador, sua organização está a cargo da Federação Equatoriana de Futebol (FEF). A partida anual é disputada entre o campeão do Campeonato Equatoriano de Futebol e o campeão da Copa do Equador de Futebol, sempre no ano seguinte ao da conquista dos respectivos títulos, em formato semelhante aos das supercopas existentes em diversos países europeus.

## História

### Antecedente
Como antecedente direto da atual Supercopa, o futebol equatoriano registra a realização no ano de 1969 de um distinto torneio nacional: o Campeonato de Campeones ou Supercopa Ecuatoriana. Nada mais foi que um quadrangular entre os campeões da principal divisão do país até então: Emelec (campeão em 1957, 1961 e 1965), Deportivo Quito (1964 e 1968), Everest (1962) e El Nacional (1967). O Barcelona, vencedor dos certames de 1960, 1963 e 1966, recusou-se a participar. O vencedor da Supercopa Ecuatoriana de 1969 foi o Everest, sendo até hoje, o primeiro e único campeão da competição.

### Origem
Em 2018 foi criada a Liga Profissional de Futebol do Equador (LigaPro), sendo esta encarregada da organização dos campeonatos da primeira e segunda divisão do Campeonato Equatoriano de Futebol a partir de 2019. Com isto, a Federação Equatoriana de Futebol (FEF) e as associações provinciais passaram a angariar menos receitas, e a solução por parte da FEF  foi aprovar a criação da Copa do Equador, disputada desde 2018 entre os clubes da Serie A, Serie B, Segunda Categoría e do futebol amador. Com copa nacional já instituída, em 4 de julho de 2019, o diretório da FEF decidiu aprovar a criação da Supercopa do Equador, com primeira edição para 2020. Em 31 de outubro de 2019, a primeira edição da Supercopa do Equador foi finalmente confirmada e sua edição inaugural foi marcada para 1 de fevereiro de 2020.

## Regulamento
A Supercopa é disputada em partida única, em campo neutro escolhido pela entidade organizadora, entre o campeão da liga nacional e o campeão da copa nacional. Se um mesmo clube vencer os dois torneios, seu rival na Supercopa será o vice-campeão da Copa do Equador. Em caso de empate nos 90 minutos do tempo regulamentar, o título será decidido nos pênaltis.

## Edições

### Títulos por ano
| Ano           | Campeão                 | Placar              | Vice-campeão | Local                                           | Ref. |
| ------------- | ----------------------- | ------------------- | ------------ | ----------------------------------------------- | ---- |
| 2020 Detalhes | LDU Quito               | 1 – 1 (5-4) Pênalti | Delfín       | Estádio Christian Benítez Betancourt, Guayaquil |      |
| 2021 Detalhes | LDU Quito               | 1 – 0               | Barcelona    | Estádio Christian Benítez Betancourt, Guayaquil |      |
| 2023 Detalhes | Independiente Del Valle | 3 – 0               | Aucas        | Estádio La Cocha, Latacunga                     |      |
| 2025 Detalhes | LDU Quito               | 0 – 0 (5-4) Pênalti | El Nacional  | Estádio Gonzalo Pozo Ripalda, Quito             |      |

### Títulos por clube
| Clube                   | Título(s) | Vice(s) | Ano(s) do(s) título(s) | Ano(s) do(s) vice(s) |
| ----------------------- | --------- | ------- | ---------------------- | -------------------- |
| LDU Quito               | 3         | —       | 2020, 2021, 2025       | —                    |
| Independiente Del Valle | 1         | —       | 2023                   | —                    |
| Aucas                   | —         | 1       | —                      | 2023,                |
| Barcelona               | —         | 1       | —                      | 2021                 |
| Delfín                  | —         | 1       | —                      | 2020                 |
| El Nacional             | —         | 1       | —                      | 2025                 |

### Títulos por província
| Província | Título(s) | Vice(s) | Clube(s) campeão(ões)               |
| --------- | --------- | ------- | ----------------------------------- |
| Pichincha | 4         | 2       | LDU Quito e Independiente del Valle |